# Airbus A350
Airbus A350 je širokotrupni putnički zrakoplov srednje veličine i velikog doleta razvijen kao konkurencija Boeingovim zrakoplovima B777 i B787. A350 je također prvi Airbusov zrakoplov na kojem su konstrukcija trupa i krila uglavnom izrađeni od karbonskih kompozitnih materijala. U redovnu upotrebu uveden je krajem 2014. godine.

## Povijesni razvoj
Kada je Boeing predstavio svoj projekt 787 Dreamliner, tvrdio je da će zrakoplov imati najmanje troškove eksploatacije i biti ozbiljna prijetnja Airbusu A330. Isprva Airbus nije smatrao potrebnim reagirati na te prijetnje smatrajući novi Boeingov zrakoplov samo kao "odgovor" svom A330. Pritisnuti zahtjevima kompanija za konkurentni zrakoplov prema Boeingovom 20% manjem potrošaču goriva, Airbus je predložio modifikaciju A330 koja bi se očitovala u poboljšanju aerodinamičkih osobina i ugradnjom motora sličnim onima na Boeingovom 787.
Radi danjeg inzistiranja kompanija, Airbus je odobrio 4 milijarde € za izradu novog dizajna pod oznakom A350. Originalna inačica novog Airbusa površinski naliči A330 inačici, dijeleći isti profil trupa. Nova krila i vodoravni stabilizator bit će izrađeni od novih, kompozitnih materijala a za izradu trupa primjenjivat će se nove metode.
16. rujna 2004. je tadašnji predsjednik Airbusa potvrdio novi projekt u razmatranju ali ga nije imenovao niti je definirao da li se radi o redizajnu ili novoj inačici zrakoplova. Za očekivati je bilo završavanje koncepta do kraja 2004. i početak pregovora s kompanijama početkom 2005. s ciljem objavljivanja novog razvojnog programa do kraja te godine.
10. prosinca uprava EADS-a i BAE Systems-a  (tadašnji dioničar Airbusa) dali su novom Airbusu "zeleno svjetlo" s oznakom inačice A350.
6. listopada 2005. objavljen je cijeli razvojni program s očekivanim troškovima razvoja od oko 3,5 milijarde €. Planirana je širokotrupna inačica od 250-300 sjedišta, na bazi A330. U planu su uključena modificirana krila i novi motori dok je profil trupa ostao isti. Diskusija se vodila jedino o vrsti materijala za izradu trupa, da li upotrijebiti Aluminijsko Litijevu leguru umjesto karbonskih vlakana kao što je to urađeno na trupu B787. Ulazak u redovnu uporabu predviđen je za 2010. godinu s dvije inačice: inačicom -800 s 253- 300 sjedišta (ovisno o broju klasa) koja bi imala dolet od 16.300 km i inačicom -900 s doletom od 13.890 km.
Čim je projekt predstavljen doživio je kritike od najvećih korisnika koji su zahtijevali od Airbusa donošenje konačne odluke o projektu ili riskiraju gubitak tržišne utrke u korist Boeinga.
Airbus je nakon primjedbi morao reagirati i početi sa zahtijevanim poboljšanjima na svom A350.  Ipak, zauzeto je stajalište da se s preinakama neće žuriti kako bi se na tržište u konačnici izašlo s avionom kako je to objavljeno u projektu. "
Novi udar za Airbus dogodio se 14. lipnja 2006. kada je umjesto Airbusovih zrakoplova, Singapore Airlines objavio svoju narudžbu 20 B787. Emirates Airline također odustaje od narudžbe početne inačice A350 radi nedostataka u njegovu dizajnu.

### XWB
Sredinom 2006. godine Airbus poduzima veliku reviziju svog A350 projekta. Predloženo je da novi A350 bude više nego konkurencija Boeingu 777 i nekim inačicama B787. S većim promjerom trupa zrakoplov će imati 9 sjedišta u jednom redu (ekonomska klasa) za razliku od prije planiranih 8. Dolet svih inačica bio bi najmanje 15.000 km.
Unatoč nekim glasinama o promjeni imena u A370 ili A280. 17. srpnja 2006. na Farnborough-aero-mitingu Airbus je objavio ime redizajniranog zrakoplova: A350XWB (eng. Xtra Wide-Body).
Kasnije u 2006. pomaknuta je odluka o izlasku zrakoplova radi kašnjenja s A380  i prepirke o načinu financiranja projekta. 1. prosinca 2006. EADS uprava odobrila je izradu 6 zrakoplova  A350. Prva isporuka A350-900 predviđa se za sredinu 2013. za kojim slijedi -800 i -1000 inačice 12 i 24 mjeseca kasnije. Na konferenciji za novinare 4. prosinca 2006. otkriveno je nekoliko novih detalja A350 XWB, ali novih naručitelja u tom trenutku nije bilo. I postojeći ugovori su bili pod dodatnim pregovorima radi povećanja cijene u odnosu na originalno zamišljen A350.
4. siječnja 2007. Airbus objavljuje naruđbu "Pegasus Aviation Finance Company" za dva zrakoplova A350 XWB (inačice nisu određene)
Uprava Airbusa odobrila je proizvodnju A350-800, -900 i -1000 u prosincu 2006. Zrakoplov XWB nakupio je u međuvremenu par godina zakašnjenja u odnosu na prvobitni plan i skoro je udvostručio troškove razvoja s početnih 5,3 milijarde $ na oko 10 milijardi $

## Inačice

### A350-800
A350-800 ima 280 sjedišta u rasporedu za 3 klase s doletom od 15.400 km.

### A350-900
A350-900 je inačica koja je prva ušla u redovnu uporabu 15. siječnja 2015. godine (Qatar Airways). Može prevesti 325 putnika smještenih u tri klase s 9 sjedišta u jednom redu. Dolet zrakoplova bit će 15.000 km. Pod-inačice A-900R i -900F trebale bi imati veći potisak motora, ojačanu konstrukciju i veće podvozje.

### A350-1000
A350-1000 je najveća inačica koja bi trebala ući u korištenje 2017. godine. S 366 sjedišta u tri klase dolet zrakoplova bit će 14.800 km.

## Usporedba
| Inačica                       | A350-800                         | A350-900                         | A350-1000                        |
| ----------------------------- | -------------------------------- | -------------------------------- | -------------------------------- |
| Posada pilotske kabine        | Dva                              | Dva                              | Dva                              |
| Putnici                       | 270 3-klase 312 2- klase         | 314 3- klase 366 2- klase        | 350 3- klase 412 2- klase        |
| Dužina                        | 60,5 m                           | 66,8 m                           | 73,8 m                           |
| Raspon krila                  | 64 m                             | 64 m                             | 64 m                             |
| Površina krila                | 440 m2                           | 440 m2                           | 440 m2                           |
| Kut strijele krila            | 35°                              | 35°                              | 35°                              |
| Visina                        | 16,9 m                           | 16,9 m                           | 16,9 m                           |
| Promjer trupa                 | 5,94 m                           | 5,94 m                           | 5,94 m                           |
| Visina kabine                 | 5,61m                            | 5,61m                            | 5,61m                            |
| Teretni prostor               | 26 LD3                           | 36 LD3                           | 44 LD3                           |
| Maksimalna težina uzlijetanja | 245.000 kg                       | 265.000 kg                       | 295.000 kg                       |
| Brzina krstarenja             | 0,85 Mach 903 km/h na 40,000 ft) | 0,85 Mach 903 km/h na 40,000 ft) | 0,85 Mach 903 km/h na 40,000 ft) |
| Maksimalna brzina             | 0,89 Mach, 945 km/h na 40.000 ft | 0,89 Mach, 945 km/h na 40.000 ft | 0,89 Mach, 945 km/h na 40.000 ft |
| Dolet punog aviona            | 15.400 km                        | 15.000 km                        | 14.800 km                        |
| Količina goriva               | 150.000 l (39.682 US galona)     | 150.000 l (39.682 US galona)     | 150.000 l (39.682 US galona)     |
| Visina leta                   | 13.100 m (43.000 ft)             | 13.100 m (43.000 ft)             | 13.100 m (43.000 ft)             |
| Motor (2×)                    | RR Trent XWB                     | RR Trent XWB                     | RR Trent XWB                     |
| Maksimalni potisak            | 74.000 lbf                       | 83.000 lbf                       | 92.000 lbf                       |

## Narudžbe i isporuke
|  |
|  |

Zaključno s 31. siječnja 2017. naručeno je ukupno 821 zrakoplov A350 XWB od 38 različitih kupaca.
7. listopada 2015. isporučen je prvi od 19 zrakoplova A350 XWB finskoj nacionalnoj kompaniji Finnair. To je ujedno i prvi A350 XWB isporučen kompaniji na europskom kontinentu. 
| A350-800 | A350-900 | A350-1000 | Ukupno naručeno |
| 16       | 601      | 193       | 810             |

|            | 2006 | 2007 | 2008 | 2009 | 2010 | 2011 | 2012 | 2013 | 2014 | 2015 | 2016 | 2017 | Ukupno |
| Naručeno   | 20   | 330  | 133  | 22   | 78   | -28  | 27   | 239  | -32  | -3   | 41   | 3    | 821    |
| Isporučeno | –    | –    | –    | –    | –    | –    | –    | –    | 1    | 14   | 47   | 5    | 66     |